# Ruth Svensson
Ruth Margareta Svensson, född 16 januari 1890 i Åbo, död 23 december 1971, var en svensk läkare. 
Svensson, som var missionärsbarn, blev medicine licentiat 1917, medicine doktor 1935 och docent i parasitologi vid Uppsala universitet 1936. Hon var läkare vid Svenska Missionsförbundets sjukhus i Hwangchow 1920–1923, senior assistant i parasitologi vid Peking Union Medical College i Peking 1923–1925, läkare vid Sankta Gertruds sjukhus i Västervik och Sankt Lars sjukhus i Lund 1925–1931, sjukhuschef vid Sankt Olofs sjukhus i Visby 1931–1936 och överläkare vid Ulleråkers sjukhus i Uppsala 1936–1955. 
Svensson tilldelades medaljen Illis Quorum av åttonde storleken 1946. Hon företog studieresor till Storbritannien, Belgien och Frankrike 1947, Innsbruck 1949 samt Indien och Nepal 1955. Hon utgav smärre skrifter i helmintologi och protozoologi.